# Odessia maeotica
Odessia maeotica  (лат.) — вид морских и солоноватоводных стрекающих из класса гидроидных (Hydrozoa).

## Описание
Жизненный цикл Odessia maeotica включает стадии полипа и медузы. Полипы одиночные или образуют небольшие стелющиеся колонии из 2—5 особей. Полип имеет 3—12 щупалец, расположенных на его теле без определенного порядка, и длинную тонкую ножку. Молодые медузы почти правильной шаровидной формы, более старые несколько уплощены. Диаметр зонтика половозрелых медуз до 20 мм, по его краю расположено до 36 щупалец, имеющих в своем основании глазки. Мезоглея толстая, прозрачная. Половая железа охватывает кольцом ротовой хоботок и заходит на радиальные каналы, спускаясь по ним почти до края зонтика. Концы железы утолщены. Часто участки половой железы под одним или двумя радиальными каналами обособляются от её центральной части.

## Ареал и места обитания
Обитает в Азовском и Чёрном морях, солоноватоводных и значительно опресненных водоёмах (лиманах) Азово-Черноморского бассейна, а также в опреснённых водоёмах бассейнов Средиземного, Адриатического и Эгейского морей, атлантического побережья юга Европы и севера Африки. После открытия Волго-Донского канала вид проник в Каспийское море. Предпочитает опреснённые воды с температурой +15…+25 °С и солёностью от 0,5—3,5 ‰.
Полипы водятся в верхней сублиторали, прикрепляясь к камням, кускам древесины и разным плавающим предметам, и являются компонентом перифитона. Медузы пребывают в приповерхностных слоях воды и входят в состав зоопланктона.

## Питание и размножение
Питается зоопланктоном. В Чёрном море размножается почкованием полипов в августе — сентябре и образует слабо ветвящиеся стелющиеся колонии. Новые полипы возникают на теле старых (при этом могут отделяться от колонии) и на корневидных выростах, стелющихся по субстрату. Медузы развиваются только на теле полипов. Через 30—40 дней после отделения от полипа медуза становится половозрелой.

## Сокращение численности и охрана
Ещё в середине XX века Odessia maeotica была очень обычным, часто массовым видом. Однако с 1970—80-х годов их численность начала резко сокращаться вследствие загрязнения и повышения солёности в прибрежных акваториях морей, особенно Азовского моря. Начиная со второй половины 1960-х годов вследствие загрязнения и эвтрофикации данный вид перестал встречаться в северо-западной части Чёрного моря. В настоящее время численность как правило низкая, встречаются единичные особи. Тем не менее, в отдельные годы в западной части Таганрогского залива Азовского моря медузы этого вида становились массовым компонентом зоопланктона.
Odessia maeotica занесена в Красную книгу Украины в категории исчезающих видов и Красную книгу Чёрного моря — в категории уязвимых видов. Для сохранение вида требуется защита мест его обитания.